# ラ・ベニソン＝デュー
ラ・ベニソン＝デュー （La Bénisson-Dieu）は、フランス、オーヴェルニュ＝ローヌ＝アルプ地域圏、ロワール県のコミューン。

## 地理
コミューンにはテイソンヌ川が流れている。コミューン内で先史時代のアントラコテリウム科（fr、カバの祖先）の骨が発掘されている。

## 由来
コミューンの名はラテン語のBenedictio Dei（神の祝福）からきている。

## 歴史
自らが書いた『フォレの歴史』（1674年）において司祭ジャン・マリー・ド・ラ・ミュールは、最古の歴史的な要素に関して報告している。ラ・ベニソン＝デューの歴史は、1138年9月29日、クレルヴォーのベルナルドゥスの弟子アルベリックによる修道院創設に起源をもつ。この場所はその後、シトー会修道院の基盤となる模範的な機能を提供した。修道院は、付属教会とともに建立された。
1500年代、修道院は後援する平信徒の管理下にあり、ピエール・ド・ラ・ファンは要塞化した鐘楼や内陣を見下ろす尖塔を付け足した。
1612年7月3日、戦争で荒れ果てていた男子修道院は、元リーグ派貴族フィリベール・ド・ネレスタン（1610年にアンリ4世が暗殺される前に和解）の娘フランソワーズが長となって女子修道院となった。荒廃した修道院はその後修復され、1651年にはバロック様式の礼拝堂が再建された。
フランス革命の間、廃墟となっていた修道院から関係者が立ち退かされた。建物は売却され、採石場とするため修道院建物は解体された。数年後、教会建物を地元の人々が購入し、教区教会とした。ラ・ベニソン＝デューは、ブリエノンというコミューンを構成する一集落であった。1847年7月、国王ルイ・フィリップはラ・ベニソン＝デューを、東をノアイイ、西をブリエノンと接するコミューンとした。
ダール神父は非常に詳細な修道院の歴史を記した。この本は1880年に出版され、再版はオンライン上で読むことができる。
19世紀の産業革命の間、コミューンは成長し、レンガやタイルの生産活動が行われたがいずれも20世紀半ばに停止している。農業活動は混合農業からウシの飼育に転換された。

## 人口統計
| 1962年 | 1968年 | 1975年 | 1982年 | 1990年 | 1999年 | 2008年 | 2014年 |
| ------ | ------ | ------ | ------ | ------ | ------ | ------ | ------ |
| 357    | 369    | 364    | 402    | 391    | 444    | 444    | 427    |

参照元:1962年から1999年までは複数コミューンに住所登録をする者の重複分を除いたもの。それ以降は当該コミューンの人口統計によるもの。1999年までEHESS/Cassini、2006年以降INSEE。